# لنستفان
لنستفان (به انگلیسی: Llansteffan) یک منطقهٔ مسکونی در بریتانیا است که در کارمارتنشر واقع شده‌است. لنستفان ۹۴۱ نفر جمعیت دارد.